# بروچکوو
بروچکوو (به لهستانی:  Bruczków) یک روستا در لهستان است که در گمینا بورک ویلکوپولسکی واقع شده‌است.